# Alben (Adelsgeschlecht)

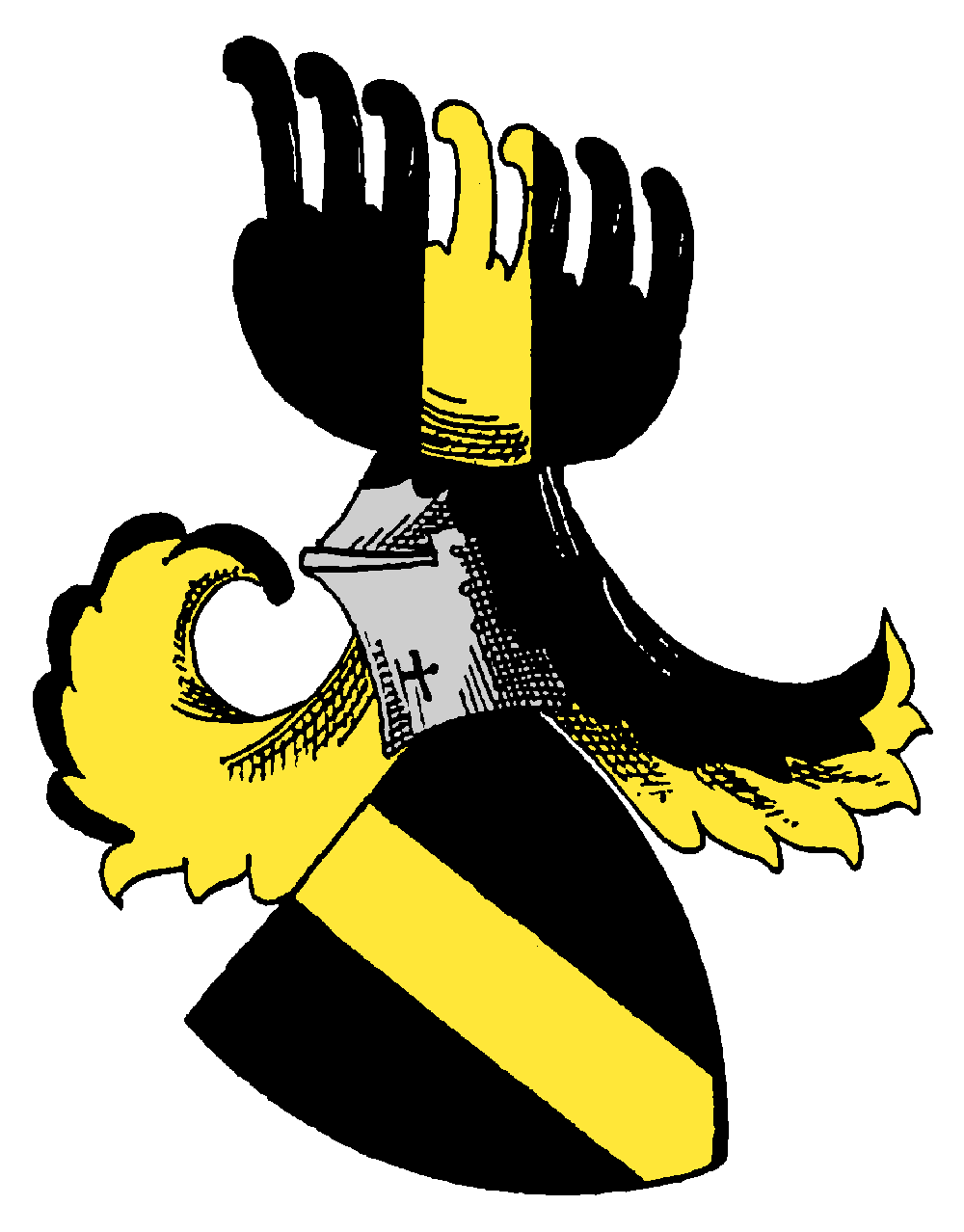
Wappen derer von der Alm (Alben) nach Siebmachers Wappenbuch

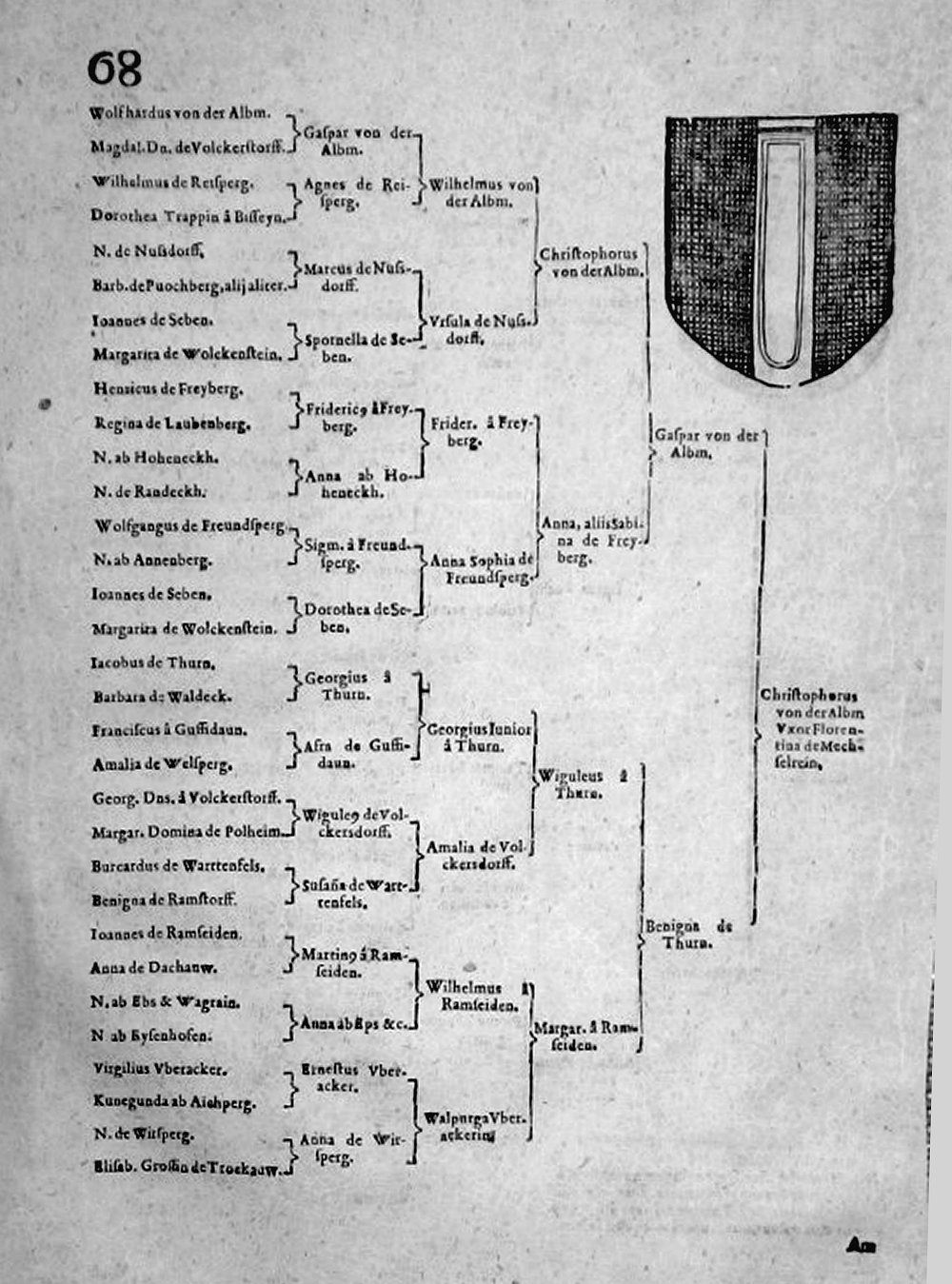
Ahnenprobe aus Bucelin mit Wappen

Die Herren von der Alben (auch: von der Albm, von der Alm genannt) waren eine Adelsfamilie aus dem Pinzgau des Landes Salzburg.
Sie besaßen in Salzburg das Erbmundschenkenamt, und die Albm zu Triebenbach waren Erbausfergen von Laufen (d. h. sie gehörten zu den Adelsgeschlechtern, die allein zur Salzausfuhr auf der Salzach berechtigt waren). Eustachius nahm noch in hohem Alter die Jungfrau Elsbeth von Dachsberg zur Frau. Elsbeth schenkte ihm auch einen Sohn, der aber bereits in der Wiege starb, so dass mit Eustachius' Tod, 1561, das Geschlecht erlosch. Das Wappen der erloschenen Albm kam am 15. November 1601, gleichzeitig mit dem der erloschenen Aichaim, an die Haunsberg.
Der Augsburger Bürger Marx Würsung widmete 1518 dem Salzburger Landeshauptmann Ritter Hans von der Albm zu Hieburg, Erbtruchseß des Stifts Salzburg, seinen Turnierbuch-Druck.
Sitze des Geschlechts waren die Hieburg (heute eine Ruine bei Neukirchen am Großvenediger) und Schloss Triebenbach in Laufen (Salzach).

## Wappen
Blasonierung: In Schwarz ein goldener Pfahl. Kleinod: Flug, ebenso tingiert. Decken: schwarz-golden.